# Vol Pan Am 914
Le vol Pan Am 914 est un canular prétendant qu'un avion de type Douglas DC-4 aurait disparu après son décollage en 1955. Celui-ci aurait atterri 37 ans plus tard. L'histoire est restée populaire sur Internet, présentée par des chaînes youtube comme Bright Side ou dans des journaux tels que le 20 Minutes.

## Histoire
Le canular prétend qu'un avion Douglas DC-4 de la compagnie Pan Am aurait disparu sans laisser de trace lors d'un vol entre New York et Miami le 2 juillet 1955,  avec ses cinquante-sept passagers et ses six membres d'équipage. Après trente années (ou trente-sept, selon d'autres sources), l'avion aurait de nouveau été aperçu près de Caracas avec des passagers. Après avoir atterri à l'aéroport, l'avion aurait immédiatement décollé et aurait finalement atterri à sa destination d'origine à Miami. 
Une vidéo YouTube de l’affaire datant de 2019 a été vue des millions de fois. Sur Internet, certaines théories circulaient notamment sur le fait qu'il s'agissait d'un voyage dans le temps à travers un trou de ver.
Plusieurs vérificateurs (fact-checkers) ont prouvé qu'il s'agit d'un canular du Weekly World News, un journal réputé en ce domaine, dont le récit fictif a été publié à trois reprises (1985, 1993 et 1999). Il n'existe aucune source sérieuse de l'incident, ni dans la presse ni dans les rapports d'accidents du Civil Aeronautics Board (l'agence américaine ayant précédé le NTSB).
Aucune des listes complètes de production du DC-4 n'indique qu'un tel événement ait eu lieu avec l'une des 1 244 machines de ce type construites,.

## À la télévision
En 2018, la série télévisée Manifest a été inspirée par l'incident présumé. Elle a été diffusée par la chaîne américaine NBC et sur la plateforme de vidéo à la demande Netflix.